# Hörgertshausen
Hörgertshausen är en kommun och ort i Landkreis Freising i Regierungsbezirk Oberbayern i förbundslandet Bayern i Tyskland.
Kommunen ingår i kommunalförbundet Mauern tillsammans med kommunerna Gammelsdorf, Mauern och Wang.